# Ichneumon colorator
Ichneumon colorator là một loài tò vò trong họ Ichneumonidae.